# Нгуенде, Александр-Фердинанд
Александр-Фердинанд Нгуенде (фр. Alexandre-Ferdinand N'Guendet) — центральноафриканский политический деятель. С 2013 года — президент Национального переходного совета Центральноафриканской Республики. С 10 по 23 января 2014 года — исполнял обязанности президента Центральноафриканской Республики.

## Политическая карьера
Как член Центральноафриканского демократического движения, Нгуенде был избран в депутаты Национального Собрания, от пятого округа столицы ЦАР, Банги. В начале 2013 года Нгуенде основал свою политическую партию — Объединение в поддержку республики. Когда, в марте 2013 года, группировка Селека вошла в Банги, вытеснив президента Франсуа Бозизе, Нгуенде был среди первых, признавших нового самопровозглашённого президента Мишеля Джотодию.
13 апреля 2013 года, под давлением региональных лидеров, Джотодия попытался узаконить своё право на занимание поста президента, путём создания Национального переходного совета со 105 членами. 15 апреля 2013 года Нгуенде был избран президентом совета.
10 января 2014 года Мишель Джотодия добровольно отказался от полномочий президента страны по причине неспособности справиться с волной насилия, охватившей страну, а затем бежал в Бенин. 11 января Нгуенде стал исполняющим обязанности президента Центральноафриканской республики, так как был вторым человеком в стране.
13 января Александр-Фердинанд Нгуенде сообщил, что в стране наконец воцарился покой после нескольких недель ожесточенных столкновений. «Хаос закончился, мародерство и мстительные нападения остались позади», — заявил он.
20 января временным президентом Центральноафриканской республики была избрана Катрин Самба-Панза, мэр столицы страны города Банги.